# 2013年北印度洋氣旋季
2013年北印度洋氣旋季泛指在2013年全年內的任何時間，於北印度洋水域所產生的熱帶氣旋。雖然有關方面並沒有設下本颱風季的指定期限，但大部份北印度洋的熱帶氣旋通常都會於四月至十二月期間形成。
本條目的範圍僅侷限於北印度洋水域。在北印度洋產生的氣旋風暴是由隶属于印度地球科学部的印度氣象局新德里氣旋中心命名，而在該地區的熱帶低氣壓的編號都以 A/B 字母作結。
在香港天文台的天氣圖上也包括東北印度洋地區，若有熱帶氣旋形成，則採用世界氣象組織級別法，最高強度都稱之為「超強颱風」，所有風暴都是無命名的。
（以下各氣旋風暴資訊以氣旋風暴存在期間的最強形態為名稱。）

## 熱帶氣旋
自2013年北印度洋氣旋季開始以來，本氣旋季總共產生了以下熱帶氣旋。

### 氣旋風暴維亞魯(Viyaru)
2013年5月6日下午，一熱帶擾動在孟加拉灣南部洋面上形成，聯合颱風警報中心臨時編號92B。
5月7日18:00UTC，聯合颱風警報中心升至LOW。
5月9日21:30UTC，聯合颱風警報中心升至MEDIUM。同日印度氣象局指其為低壓區，可能將於48小時內升格為低氣壓。
5月10日02:00UTC，聯合颱風警報中心發佈熱帶氣旋形成警報。09:00UTC升格為熱帶氣旋01B。12:15UTC印度氣象局升為低氣壓BOB01，15:00UTC印度氣象局升格為強低氣壓，並發佈詳細氣旋資訊。
5月11日05:00UTC，印度氣象局升格為氣旋風暴，並命名為馬哈森(Mahasen)。
5月16日09:00UTC，聯合颱風警報中心指馬哈森在孟加拉吉大港專區吉大港縣西北登陸，發布最後的警報，指其將於12小時內減弱消散。12:00UTC，印度氣象局指馬哈森大約在08:00UTC左右在吉大港與費尼之間掠過，約在費尼以南30公里左右，並發布最後警報。孟加拉國氣象部指指馬哈森在首都達卡以南204公里的吉大港專區費尼縣索納加濟登陸。13:30UTC印度氣象局降格為強低氣壓。19:30UTC降格為低氣壓，並指將於12小時內減弱為低壓區。
5月17日02:30UTC，印度氣象局將其降為低壓區。
由於馬哈森為斯里蘭卡受尊敬的先王的名稱，導致斯里蘭卡不滿，因此印度氣象局事後把馬哈森改名為維亞魯(Viyaru)。

### 極強氣旋風暴費林 (Phailin)
2013年10月7日，90W離開西北太平洋區域專職氣象中心責任區進入北印度洋區域專職氣象中心責任區。同日印度氣象局指該低壓區將於24小時內進入印度洋並將會發展為低氣壓。
10月8日，印度氣象局將其升格為低氣壓，並給予編號BOB04。同日聯合颱風警報中心發佈熱帶氣旋形成警報。
10月9日，聯合颱風警報中心將其升格為熱帶風暴，並給予編號02B。同日印度氣象局將其升格為強低氣壓。15:00UTC印度氣象局升格其為氣旋風暴，並命名為Phailin。23:00UTC聯合颱風警報中心將其升格為一級熱帶氣旋。
10月10日，07:00UTC印度氣象局升格其為強烈氣旋風暴。同日11:00UTC印度氣象局進一步升格其為特強氣旋風暴。14:00UTC聯合颱風警報中心將其升格為三級熱帶氣旋。同日21:00UTC聯合颱風警報中心進一步其升格為四級熱帶氣旋。
10月11日，12:00UTC聯合颱風警報中心將其升格為五級熱帶氣旋。
10月12日，聯合颱風警報中心將其降格為一級熱帶氣旋，同時印度氣象局降格其為強烈氣旋風暴。
10月13日，聯合颱風警報中心將其降格為熱帶低氣壓，並發出最後的警報。同日印度氣象局降格其為氣旋風暴。
10月14日，印度氣象局降格其為低壓區。

### 強烈氣旋風暴海倫 (Helen)
2013年11月17日, 印度氣象局注意到有一熱帶擾動在孟加拉灣中的一個低壓槽中形成, 並認為該系統會在48小時內增強。聯合颱風警報中心臨時編號91B。
11月19日02:00UTC，聯合颱風警報中心發佈熱帶氣旋形成警報。同日早上06:00UTC, 印度氣象局將其升格為低氣壓, 並給予編號BOB06。下午13:00UTC，聯合颱風警報中心將其升格為熱帶低氣壓，同日晚上1800UTC，印度氣象局將其升格為強低氣壓。
11月20日05:00UTC，印度氣象局將其升格為氣旋風暴, 並命名為海伦。並對印度東南部沿岸的安得拉邦南部及泰米爾納德邦北部發出氣旋警告(Cyclone Warning), 並預料風速達每小時100-110公里的烈風(Gale wind)將會吹襲當地。同日聯合颱風警報中心將其升格為熱帶風暴。
11月21日00:00UTC， 印度氣象局將其升格為強烈氣旋風暴。
印度氣象局表示, 海伦於11月22日0800UTC在安得拉邦默蘇利珀德姆南部登陸, 並同時減弱為氣旋風暴。同日聯合颱風警報中心將其降格為熱帶低氣壓。
11月22日12:00UTC, 印度氣象局降格海伦為強低氣壓。18:00UTC, 海伦被降格為低氣壓。同日聯合颱風警報中心將其發出最後的警報。
11月23日00:00UTC, 印度氣象局降格海伦為低壓區。

### 特強氣旋風暴萊哈爾 (Lehar)
2013年11月22日，92W離開西北太平洋區域專職氣象中心責任區，進入北印度洋區域專職氣象中心責任區。同日10:00UTC聯合颱風警報中心對其發出熱帶氣旋形成警報
11月23日07:00UTC，聯合颱風警報中心將其升格為熱帶低氣壓，並給予編號05B。
11月23日12:00UTC, 印度氣象局升格05B為低氣壓，並給予編號BOB07。同日16:00UTC聯合颱風警報中心將其升格為熱帶風暴。同日18:00UTC，印度氣象局將其升格為強低氣壓。
11月24日05:30UTC，印度氣象局將其升格為氣旋風暴，並命名為雷哈爾。
11月25日03:00UTC，印度氣象局將其升格為強烈氣旋風暴。06:00UTC，聯合颱風警報中心將其升格為一級熱帶氣旋。
11月25日2100UTC, 印度氣象局將其升格為特強氣旋風暴。
在11月27日, Lehar由於開始受到垂直風切變增強影響及進入較低海水溫度較低的水域, 它開始減弱。在1200UTC, Lehar減弱為強烈氣旋風暴。同日1800UTC, Lehar減弱為氣旋風暴。
11月28日0000UTC, 印度氣象局將Lehar降格為強低氣壓。同日0900UTC, 聯合颱風警報中心為Lehar發出最後警報。
11月28日1200UTC, 印度氣象局將Lehar降格為低氣壓。同日1800UTC, 印度氣象局將Lehar降格為低壓區。

### 特強氣旋風暴马迪（Madi）
在12月1日，印度氣象局注意到有一個低壓槽在孟加拉灣東南部形成。該低壓槽在12月1日發展為低壓區。
經過數天的發展，該低壓區遂漸增強，環流漸趨完整。12月4日13:30UTC，聯合颱風警報中心對其發出熱帶氣旋形成警報
12月5日02:00UTC，聯合颱風警報中心將其直接升格為熱帶風暴，並給予編號06B。
12月6日06:00UTC，印度氣象局正式把該低壓區升格為低氣壓, 並給予編號BOB08。
12月6日18:00UTC，BOB08被印度氣象局升格為強低氣壓。
12月7日00:00UTC，印度氣象局將其升格為氣旋風暴, 並命名為Madi。同日14:00UTC，印度氣象局進一步升格其為強烈氣旋風暴。
12月8日06:00UTC，聯合颱風警報中心將其升格為1級熱帶氣旋。同日18:00UTC，印度氣象局升格Madi為特強氣旋風暴。
隨後, Madi開始因為大氣及海水溫度變差而轉趨減弱。12月9日12:00UTC，印度氣象局降格Madi為強烈氣旋風暴。同日18:00UTC，聯合颱風警報中心將其降格為熱帶風暴。
12月10日06:00UTC，聯合颱風警報中心將其重新升格為1級熱帶氣旋。同日18:00UTC，聯合颱風警報中心再次將其降格為熱帶風暴。
12月11日00:00UTC, 印度氣象局降格Madi為氣旋風暴。同日03:00UTC，印度氣象局降格Madi為強低氣壓。18:00UTC，印度氣象局降格Madi為低氣壓。
12月12日00:00UTC, 印度氣象局曾經降格Madi為低壓區。但在同日09:00UTC, 印度氣象局在分析過最新衛星雲圖及位於沿岸的雷達後, 把Madi的強度(由00:00UTC起的強度)更正為低氣壓。同日下午, Madi在印度南部的泰米爾納德邦登陸。
12月13日00:00UTC, 印度氣象局降格Madi為低壓區; 同時,Madi的殘餘移入阿拉伯海。

## 其他熱帶氣旋
除了被印度氣象部門命名的熱帶氣旋外，還有一些沒被命名的低氣壓和被聯合颱風警報中心認為是氣旋風暴的熱帶氣旋。以下列出那些熱帶氣旋的資料。

### 強低氣壓ARB 01
此强低气压造成索马里严重灾害，导致三百余人死亡，及重大经济损失。

### 低氣壓BOB 05
PAGASA：Wilma
11月7日,來自西北太平洋的熱帶氣旋30W在登陸泰國南部邊境後, 減弱為低壓區。其殘餘於緬甸南部邊境出海後，在11月8日下午7時左右，離開西北太平洋區域專職氣象中心責任區，進入北印度洋區域專職氣象中心責任區。
11月13日上午, 印度氣象局把30W的殘餘升格為低氣壓, 並給予編號BoB 05。
11月15日晚上，聯合颱風警報中心对其再次升格为热带风暴。
11月16日中午左右, 低氣壓BoB 05在印度南部的泰米爾納德邦(Tamil Nadu)沿岸登陸, 並移入內陸。
11月17日上午, 印度氣象局把BoB 05降格為低壓區。
系统残余云系进入阿拉伯海继续发展，于11月23日彻底在索科特拉島以東近海消散。
若以在编时间计算，此低气压是横跨经度最多的热带气旋之一。

## 2013年風暴名單
北印度洋的熱帶氣旋自2004年起採用命名系統，命名工作由印度氣象局負責，名字是根據以下名單而定，不按年度劃分。風暴名字是由8個國家各自提交8個名稱，並以該國英文名稱按字母順序排列。之前使用過的與本年未用名稱以灰色表示，黑體字表示該年已經使用過，橙色表示下個氣旋名稱
| 提供國家 | 名稱    | 名稱     | 名稱    | 名稱      |
| 提供國家 | 第1組   | 第2組    | 第3組   | 第4組     |
| -------- | ------- | -------- | ------- | --------- |
| 孟加拉國 | Onil    | Ogni     | Nisha   | Giri      |
| 印度     | Agni    | Akash    | Bijli   | Jal       |
| 馬爾代夫 | Hibaru  | Gonu     | Aila    | Keila     |
| 緬甸     | Pyarr   | Yemyin   | Phyan   | Thane     |
| 阿曼     | Baaz    | Sidr     | Ward    | Murjan    |
| 巴基斯坦 | Fanoos  | Nargis   | Laila   | Nilam     |
| 斯里蘭卡 | Mala    | Rashmi   | Bandu   | Mahasen † |
| 泰國     | Mukda   | Khai Muk | Phet    | Phailin   |
| 提供國家 | 名稱    | 名稱     | 名稱    | 名稱      |
| 提供國家 | 第5組   | 第6組    | 第7組   | 第8組     |
| 孟加拉國 | Helen   | Chapala  | Ockhi   | Fani      |
| 印度     | Lehar   | Megh     | Sagar   | Vayu      |
| 馬爾代夫 | Madi    | Roanu    | Mekunu  | Hikaa     |
| 緬甸     | Na−nauk | Kyant    | Daye    | Kyarr     |
| 阿曼     | Hudhud  | Nada     | Luban   | Maha      |
| 巴基斯坦 | Nilofar | Vardah   | Titli   | Bulbul    |
| 斯里蘭卡 | Priya   | Asiri    | Gigum   | Soba      |
| 泰國     | Komen   | Mora     | Phethai | Amphan    |

- † – 儘管發報時使用Mahasen，該風暴已於2014年改名為Viyaru。

## 內部連結
- 2013年太平洋颱風季
- 2013年太平洋颶風季
- 2013年大西洋颶風季
- 2012－2013年西南印度洋熱帶氣旋季
- 2012－2013年澳洲地區熱帶氣旋季
- 2012－2013年南太平洋熱帶氣旋季
- 2013－2014年西南印度洋熱帶氣旋季
- 2013－2014年澳洲地區熱帶氣旋季
- 2013－2014年南太平洋熱帶氣旋季

## 外部連結
- 印度氣象局
- 聯合颱風警報中心（页面存档备份，存于）